# Sympycnus globulicauda
Sympycnus globulicauda är en tvåvingeart som beskrevs av Van Duzee 1930. Sympycnus globulicauda ingår i släktet Sympycnus och familjen styltflugor.
Artens utbredningsområde är Colorado. Inga underarter finns listade i Catalogue of Life.